# Martin Andreæ
Per Martin Andreæ, född 7 februari 1903 i Tranums socken, Skaraborgs län, död 13 september 1988 i Söderhamn, var en svensk jurist. Han var son till kontraktsprosten Per Alfrid Andreæ.
Efter studentexamen i Skara 1925 blev Andreæ juris kandidat vid Uppsala universitet 1933 och genomgick polischefskurs 1941–1942. Han genomförde tingstjänstgöring i Bollnäs 1934–1936, innehade förordnande i åklagartjänst 1936–1942, blev stadsfiskal i Söderhamns stad 1942 och polismästare där i mitten av 1960-talet. Han var även krigsfiskal vid Hälsinge flygflottilj (F 15) från 1945.
Andreæ var ordförande i hyresnämnden i Söderhamn från 1945, ledamot av länsnykterhetsnämnden i Gävleborgs län från 1946, ordförande där från 1959 samt sekreterare i Söderhamns nykterhetsnämnd och polisnämnd. Han ligger begravd på Essunga kyrkogård i Skaraborgs län.